# 北京迷笛音乐学校
北京迷笛音乐学校，是中国一所现代音乐学校。由著名音乐从业者张帆创办，并一直担任校长至今。该校目前拥有两个校区，分别位于北京市昌平区和安徽省淮南市。
迷笛音乐学校为中国摇滚音乐行业输送了众多音乐人才，毕业生包括著名摇滚歌手谢天笑、痛仰乐队的主唱高虎、逃跑计划的主唱毛川、汪峰乐队吉他手贾轶男、新裤子乐队贝斯手赵梦等等。由迷笛学校主办的迷笛音乐节户外摇滚音乐节，乐迷规模数以万计。

## 简介
北京迷笛音乐学校成立于1993年初，是经北京市海淀区教育委员会批准注册的中国第一家现代音乐学校。最初的校址位于北三环双榆树附近。“现代音乐”涵盖了爵士、布鲁斯、摇滚、拉丁、流行、乡村、FUNK、FUSION等许多音乐类型及由其衍生的各种风格的音乐。
北京迷笛音乐学校的主讲教师来自北京的摇滚、布鲁斯、爵士乐队乐手（包括外籍乐手）。此外，还聘请许多现代音乐界知名乐手担任客座教师。1997年初，经国家外国专家局、北京市人民政府外事办公室、北京市教育委员会外事处、北京市公安局外管处联合审查，授予该校聘请外国专家任教资格。
2007年起，北京迷笛音乐学校计划并实施迷笛现代音乐全国考级计划，分为：电贝司考级、电吉他考级、现代钢琴考级、鼓考级、声乐考级、萨克司考级、音乐电脑考级、音响制作考级。

## 社会影响
一开始迷笛从短期班开始做起，后来学生越来越多，很多外地学生也赶来北京上课，但刚入门就结业了，于是1997年开始了迷笛开始两年制教学。1997年，如今痛仰乐队的高虎，是第一个报名的学生，他的学号是001。除了高虎，谢天笑、曾经“木马”的全班人马（谢强、曹操、胡湖、冯雷）、逃跑计划乐队主唱-毛川、夜叉乐队主唱-胡松等等等等都是迷笛的毕业生。

### 吸毒事件
2015年11月25日，有网友在微博和微信朋友圈爆料称，迷笛音乐学校全校300多名学生被警方拉走尿检，不久后，“摇滚天堂电台”官微发表微博称警察在离开学校时带走了疑似吸食大麻的十余名学生。后经海淀区公安分局通报，称海淀网友举报迷笛音乐学校16名学生涉毒，尿检均为大麻阳性，已被海淀警方依法行政拘留。据媒体报道，警方于23日上午带走9名学生，24日晚间又带走7名学生，其中最大的29岁，部分当时未完成尿检的学生在没有问题后归校，其余学生拘留三天。此前在2014年5月，警方就曾根据举报在迷笛学校宿舍及周围抓获涉毒人员。
关于此次吸毒事件，北京迷笛音乐学校发表声明：“民警两次来到我校宿舍对学生们进行尿检，并分两批带走共10余位学生。今天（11月26日）上午10点，学校办公室接到民警的电话通知：因考虑到这些学生是初犯且改错态度诚恳，本着对他们批评教育的原则，这几位被带走的同学均被从轻处罚，他们将于近几日内返回学校。”11月27-28日，迷笛音乐学校被羁押的16名学生陆续获释，但为保护涉事学生的隐私，已让他们暂时返家，待2016年春季开学后再返校。

## 专业
北京迷笛音乐学校的两年制音乐专业有：
- 器乐演奏专业：贝司、吉他、爵士鼓、流行\爵士钢琴、铜管
- 声乐专业
- 录音制作专业
- 音乐电脑制作专业
- 数字多媒体专业[2]

## 音乐节
迷笛音乐节、北京爵士音乐节是由北京迷笛音乐学校全资成立的北京迷笛演出有限公司策划并执行的两大音乐节。北京迷笛音乐学校是迷笛音乐节的发源地，第一届迷笛音乐节于2000年在北京迷笛音乐学校大礼堂举行，此后连年举办，发展成中国最富影响力的摇滚音乐节之一。2013年，迷笛音乐节以“迷笛学校20年！”作为全年主题。2007年9月，北京迷笛演出有限公司在海淀区文化委员会的支持下，创办了北京国际爵士音乐节。